# 瀬古ここ
瀬古 ここ（せこ ここ、1996年6月7日 - ）は、日本のAV女優。プライムエージェンシー所属。
身長:153cm。スリーサイズ:B82(B)・W56・H80cm。趣味:ショッピング。特技:なわとび。

## 略歴・人物
神奈川県出身。2014年8月、アダルトビデオメーカー・ワープエンタテインメントの専属女優としてデビューしたロリ系のAV女優。
デビューのきっかけは、中学3年生の時に蒼井そらのAVを見て可愛くて憧れ、18歳になるのを待って自ら応募した。

## 出演作品

### アダルトDVD
2014年
- 超無垢 同級生は…まだ高校生♥（8月8日、ワープエンタテインメント）
- くっついててもいいですか?（9月5日、ワープエンタテインメント）
- ほぼガチっ! 制服美少女と密室アクメ援交（10月3日、ワープエンタテインメント）
- 赤面淫語（11月7日、ワープエンタテインメント）
- ドリシャッ!!（12月5日、ワープエンタテインメント）

2015年
- ボクのペット（2月25日、GARDEN）
- 担任からここへ来るように言われました。 ペニバン女教師乱入編。 ここみ 〖無毛〗（3月1日、ミニマム）[要出典]